# Oxythyrea densata
Oxythyrea densata är en skalbaggsart som beskrevs av Hermann Julius Kolbe 1914. Oxythyrea densata ingår i släktet Oxythyrea och familjen Cetoniidae. Inga underarter finns listade i Catalogue of Life.